# Аксельрод, Владимир Ильич
Влади́мир Ильи́ч Аксельро́д (род. 6 декабря 1944) — методист Санкт-Петербургского городского Дворца творчества юных, историк, краевед, преподаёт историю Санкт-Петербурга и Ленинградской области; кандидат педагогических наук. Председатель Координационного Совета Санкт-Петербургского культурно-патриотического молодёжного общественного движения «Юные — за возрождение Петербурга», объединяющее более 1600 ребят, интересующихся историей и судьбой родного города.

## Биография
Родился в Ленинграде в 1944 году в семье партийных служащих Ильи Львовича и Зои Николаевны Аксельрод. Младший брат — поэт Николай Аксельрод (творческий псевдоним — А. Ник). Двоюродный брат — поэт и художник Борис Михайлович Аксельрод.
Декан юношеского факультета Университета Санкт-Петербурга (Юношеский университет Петербурга).
Читает лекции и проводит экскурсии для школьников.
В 1973 году основал историко-краеведческий клуб «Петрополь», входящий в состав Санкт-Петербургского дворца творчества юных.
Награждён Почётным дипломом Законодательного Собрания Санкт-Петербурга (1997) за заслуги в развитии образования и культуры Санкт-Петербурга и в связи с 60-летием Санкт-Петербургского городского дворца творчества юных
Заслуженный работник культуры Российской Федерации (2006)
Награждён Благодарностью Законодательного Собрания Санкт-Петербурга (2013) за выдающиеся личные заслуги в развитии дополнительного образования детей в Санкт-Петербурге, многолетнюю добросовестную профессиональную деятельность, а также в связи с празднованием 95-летия со дня создания государственной системы внешкольного дополнительного образования детей в Российской Федерации

## Основные труды
- Аксельрод В. И., Манькова-Сугоровская А. А. Улица Рубинштейна и вокруг нее. Графский и Щербаков переулки. — М.—СПб.: «Центрполиграф», 2021. — 543 с. — ISBN 978-5-227-09600-5.
- Аксельрод В. И., Гусева А. В. Вокруг Финляндского вокзала. Путеводитель по Выборгской стороне. — М.—СПб.: «Центрполиграф», 2013. — 544 с. — ISBN 978-5-227-04765-6.
- Аксельрод В. И., Манькова-Сугоровская А. А. Конюшенная площадь и Малая Конюшенная улица. — М.—СПб.: «Центрполиграф», «Русская тройка», 2011. — 349 с. — ISBN 978-5-227-02697-2.
- Аксельрод В. И., Исаченко В. Г. Улица Чехова. — М.—СПб.: «Центрполиграф», «МиМ-Дельта», 2010. — 266, с. — ISBN 978-5-227-02101-4.
- Аксельрод В. И., Буланкова Л. П. Аничков дворец — легенды и были. — СПб.: ООО «Алмаз», 1996. — 175 с.
- Демичева Н. Н., Аксельрод В. И. Зодчие и строители Аничкова дворца. — СПб.: СПбГДТЮ, 1994. — 63 с.
- Аксельрод В. И. Петербург Петровской эпохи: Учебное пособие по курсу «История и культура Санкт-Петербурга». — СПб.: ТПО «Феб», 1993. — 35 с.
- В. И. Аксельрод, Н. Н. Веснина, Д. А. Демидова и др. Сады и парки Ленинграда. — Л.: «Лениздат», 1981. — 239 с.